# テンダイ・ダリクワ
テンダイ・ダリクワ（Tendayi Darikwa 、1991年12月13日 - ）は、イングランド・ノッティンガム出身のジンバブエ代表プロサッカー選手。ウィガン・アスレティックFC所属。ポジションはDF。

## 経歴

### クラブ
チェスターフィールドFCの下部組織でプレーをはじめ、2010年夏にプロ契約を締結。その後ノンリーグへのレンタル移籍を経て、11月のFAカップ・バートン・アルビオンFC戦でトップチームデビューを果たした。
2015年7月30日、チャンピオンシップのバーンリーFCに3年契約で移籍。
2017年7月26日、ノッティンガム・フォレストFCに移籍。
2021年1月11日、シーズン終了までの契約でウィガン・アスレティックFCに移籍した。

### 代表
自身はイングランド生まれながら、両親がジンバブエからの移民のためジンバブエ代表でのプレーを選んだ。
2017年11月8日のレソト代表戦でジンバブエ代表デビューを果たした。

## タイトル

### クラブ
チェスターフィールド
- フットボールリーグ2: 2013–14[8]

### 代表
- COSAFAカップ 銅メダル:2019[9]